# 亞歷克·道格拉斯-休姆
，KT，PC（英語：Alexander Frederick Douglas-Home, Baron Home of the Hirsel，1903年7月2日—1995年10月9日），又譯何謨，英國貴族和保守黨政治家，1963年10月至1964年10月出任英國首相，另曾於1960年至1963年和1970年至1974年兩任外相。
來自蘇格蘭貴族世家的休姆早年曾先後名叫鄧格拉斯勳爵（Lord Dunglass）和第十四代休姆伯爵（14th Earl of Home），早於第二次世界大戰前已開始參政。在英國歷史上，他是迄今最後一位出身自上議院的首相、最後一位由英國君主指定委任的首相，首位在20世紀出生的首相，以及唯一一位透過放棄貴族爵位，再以補選途徑進入下議院的首相。他為出任首相而在1963年10月放棄包括伯爵爵位在內的六個貴族爵位，成為庶民，名稱亦改為亞歷克·道格拉斯-休姆爵士（Sir Alec Douglas-Home）。
儘管如此，休姆在首相任內未能有所作為，其任期僅僅維持約一年，就在1964年10月的大選中，以些微差距敗於工黨哈羅德·威爾遜而下野。他隨後在1965年卸任黨魁一位，後於1970年至1974年返回內閣，第二度出任外相一職。退任外相及下院議員後，他獲封終身貴族，成為夏塞爾的休姆勳爵（Lord Home of the Hirsel），得以第二度晉身上議院議政。
除了政治活動外，道格拉斯-休姆早年曾活躍參與木球運動，並多次代表瑪麗勒本木球會（MCC）等會作賽，更是唯一一位參加過一級木球比賽的英國首相。

## 生平

### 早年生涯

#### 家庭背景

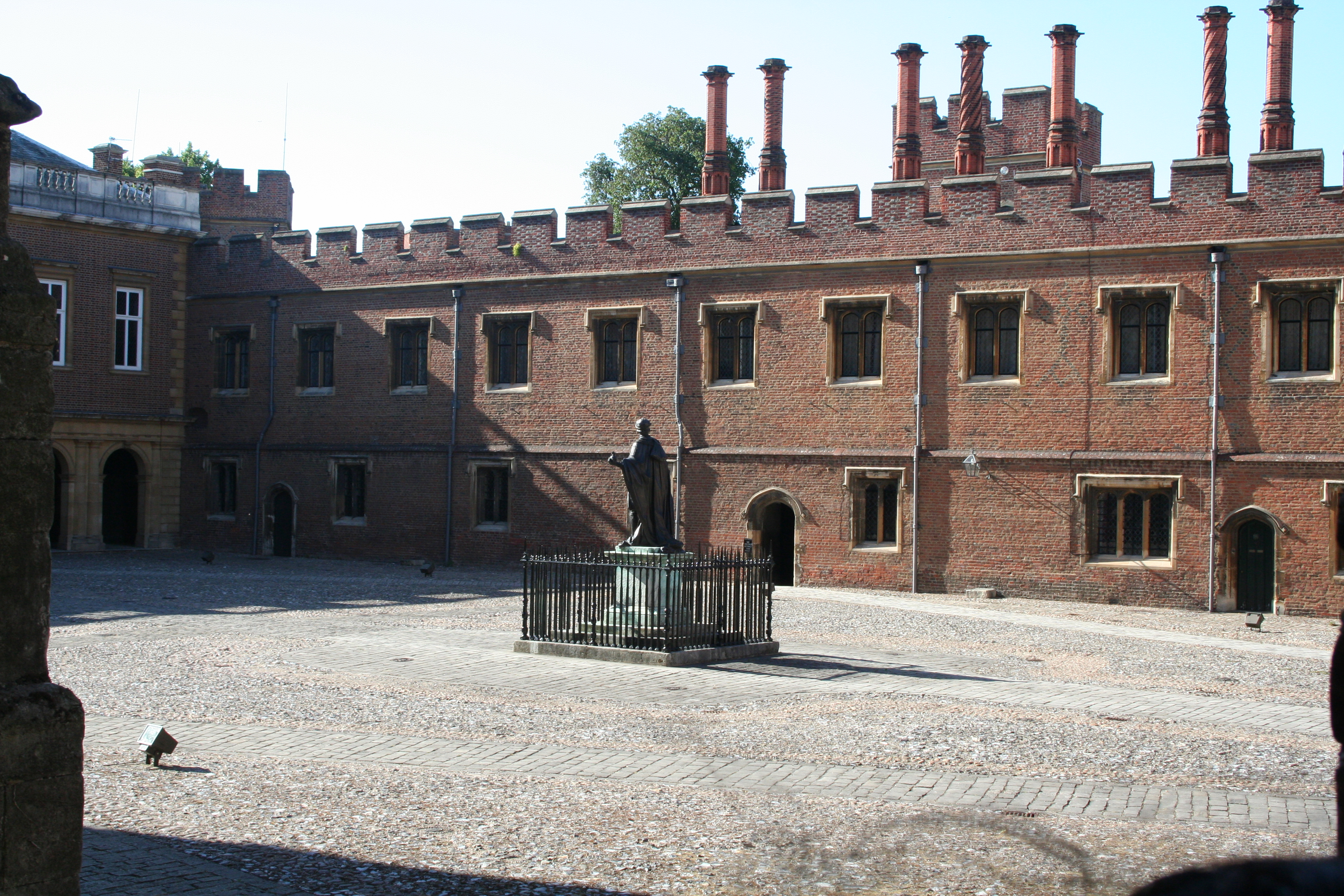
道格拉斯-休姆在伊頓公學求學時認識了校長的女兒伊麗莎伯，兩入後來結為夫婦。

道格拉斯-休姆在1903年7月2日生於倫敦梅菲爾的一個蘇格蘭貴族家庭，全名原為亞歷山大·道格拉斯-休姆閣下（Hon. Alexander Douglas-Home），為父親查理斯，鄧格拉斯勳爵（1873年－1951年）與母親莉麗安·蘭頓女爵（1881年－1966年）所生的長子，而祖父是第十二代休姆伯爵。道格拉斯-休姆的父親在1918年承繼了伯爵爵位，成為第十三代休姆伯爵後，他作為長子，亦承繼了鄧格拉斯勳爵（Lord Dunglass）這個頭銜。此外，道格拉斯-休姆的母親是前首相第二代格雷伯爵的玄孫女。而作為家中長子，他有兩名胞妹及四名胞弟，其中一位胞弟威廉是著名劇作家。
道格拉斯-休姆年幼時在蘇格蘭貝里克郡科爾德斯特里姆的家族宅第夏塞爾府生活，後來在英格蘭的陸葛洛夫學校（Ludgrove School）就讀，畢業後升讀伊頓公學，再獲牛津大學基督教堂學院取錄，主修現代歷史，不過成績並不突出，他於1925年畢業時僅取得文學學士三等學位。

#### 木球員生涯
道格拉斯-休姆自在學時已十分熱衷於木球運動，而且曾於學校、會所和郡參加比賽。他更是唯一一位參加過一級木球比賽的英國首相，並曾以鄧格拉斯勳爵的身份，代表瑪麗勒本木球會（MCC）、米德爾塞克斯CCC（1924年至1925年）、牛津大學木球會（1926年）等等作賽。自1924年至1927年，他一共參與了10場一級比賽的賽事，一共取得147分，平均每場得到16.33分，最佳一場取得37分。作為一位右手中快速投球手，他曾取得12次三柱門，平均失30.25分，最好的一次成績是一次過取得三個三柱門僅失43分。其中在1926年和1927年，他又曾三次代表MCC，到南美洲與阿根廷木球隊進行一級比賽。
道格拉斯-休姆在日後辭去首相一職後，他在1966年成為了MCC的主席。而自1977年至1989年，他又出任了著名業餘木球隊I Zingari的總監。

### 政治生涯

#### 議會生涯
鄧格拉斯勳爵早於1929年大選代表蘇格蘭統一黨（當時保守黨在蘇格蘭的分支）出選拉納克郡的科特布里奇選區，惟該區一直由工黨穩守，他未能成功當選。1931年，他再度代表蘇格蘭統一黨出選拉納克選區，並成功當選為下議院議員。憑藉他的蘇格蘭貴族背景，加上表態支持拉姆齊·麥克唐納領導的國民政府，他很快就獲得起用。在1931年至1935年，他曾任蘇格蘭事務次官的國會私人秘書，後又於1935年至1936年任勞工部國務次官的國會私人秘書。

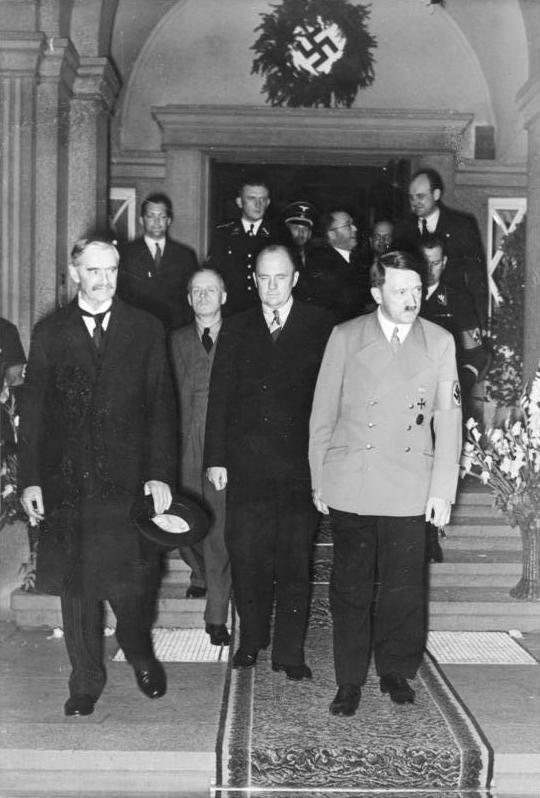
張伯倫和希特拉在1938年簽署《慕尼黑協定》時，鄧格拉斯勳爵亦都在場。

在1936年至1937年，時任財相內維爾·張伯倫起用他為財政大臣國會私人秘書。張伯倫在1937年出任首相後，他遂隨張伯倫改任首相國會私人秘書。任內，他見證了張伯倫所推行的綏靖政策。張伯倫在1938年與納粹德國元首希特拉簽署《慕尼黑協定》時，鄧格拉斯勳爵當時亦都在場。不久以後，第二次世界大戰於1939年爆發，張伯倫宣佈辭任首相，但改任樞密院議長，鄧格拉斯勳爵繼續留在張伯倫身邊幫手，直到張伯倫於1940年病逝為止。
儘管張伯倫因為簽署《慕尼黑協定》而倍受後世譴責，但休姆終生都為張伯倫加以辯護。他認為，當時英國根本沒有能力對抗希特拉的侵略野心，協定的簽署正好讓英國有多一年的時間積極擴軍，以應付大戰的來臨。他又辯稱張伯倫的確在簽署協定後著手加快擴軍，但只是礙於當時局勢不許可，才沒有將簽署協定的真正用意公諸於世。
鄧格拉斯勳爵早於1924年起服役於本土陸軍轄下的拉納克郡義勇騎兵隊，而且是少校，原本準備在1940年隨軍出征。可是，在出征前夕的一次身體檢查中，他的脊椎被驗出有小孔，並證是脊柱結核，要立即動手術，結果背部有兩年時間要打石膏，不能走動，最終使他在二戰時免服兵役。對於自己無法為國效力，他曾表示自己有一段時間感到痛不欲生，在兩年歲月中都只有與妻子和書本為伴。
病癒後，鄧格拉斯勳爵在1944年重新專注於下院的工作，並榮任貝里克郡副郡尉一職。在1945年，他大力抨擊《雅爾塔密約》的簽署，反對波蘭加入蘇聯，後又在同年5月至7月短暫於邱吉爾的看守政府出任外交事務聯合國務次官，可是，保守黨未幾卻在當年大選中意外地敗於艾德禮領導下的工黨而下野，而鄧格拉斯勳爵自己也喪失了下院議席。退出下院後，鄧格拉斯勳爵主要關注地區及蘇格蘭事務，一直到1950年，他才重奪拉納克選區議席而重返下院，同時獲新上台的保守黨政府委為蘇格蘭辦公室的國務部長。但僅約一年後，鄧格拉斯勳爵因父親在1951年7月11日逝世而繼承了父親的伯爵爵位，成為第十四代休姆伯爵。他因此被迫放棄其下院議席，自動晉身上議院。
晉身上議院後，他獲留任國務部長的職務，但身份則變成伯爵。休姆的上議院議員身份並沒有對其仕途構成障礙。在1955年正值蘇伊士運河危機的時候，他獲首相艾登爵士任用為英聯邦關係大臣，任內設法挽回英聯邦成員國在蘇伊士運河危機後對英國的信心。到1957年，他獲繼任首相麥美倫擢升，一度兼任樞密院議長，同時又兼任上議院領袖至1960年，後來又於1959年至1960年再次兼任樞密院議長。

#### 出任外相
在1960年，麥美倫委任休姆為外相，引起工黨質疑。工黨認為，外相一職自1940年起已盡由下院議員出任，所以外相一職應該仿傚財相的慣例，避免由上院貴族擔任，而他們還擔心休姆只會成為麥美倫的喉舌。儘管外界對委任休姆為外相一度有所懷疑，但事實上，他的政績獲得輿論的普遍認同。休姆與麥美倫不同，在任內，他對英國加入共同市場一事比麥美倫採取較謹慎的態度，另外又將詳細的談判交由掌璽大臣希思負責。此外，休姆曾向內閣警告，英國在談判上讓步太多，同時又擔心英國加入歐洲共同體的申請會遭法國總統戴高樂否決，而英國的申請後來果然於1963年被戴高樂否決。
在核武方面，休姆出任外相期間貫徹了首相麥美倫的核威懾政策，並在1963年8月5日與美國及蘇聯簽署《部分禁止核試驗條約》，成功拉攏蘇聯同意不在水體及大氣間試爆核武，減少蘇聯核試對歐洲國家的威脅。另外，在2006年首度公開的機密文件中揭露，休姆於1961年曾去信麥美倫，建議英國在遠東的殖民地香港一旦受到中共攻擊，以核武進行報復將是唯一辦法。他表示，這樣做是要令中共知道攻擊香港會受核彈報復，同時向美國說明傳統辦法不能再有效保衛香港。
在1962年，英女皇伊利沙伯二世向休姆伯爵頒授薊花勳章，以表彰他出任外相時的貢獻。作為君主的私人禮物，薊花勳章是英國地位第二崇高的勳章，也是蘇格蘭人所能接受的最高級別勳銜。

#### 首相生涯
步入1960年代，保守黨政府雖然持續執政十多年，但政府民望相繼因不同的醜聞而不斷下滑，不少像1956年蘇伊士運河危機等等的事件，亦令政府備受外界爭議。在1963年，保守黨的麥美倫政府爆發「普羅富莫事件」，事件中的陸軍大臣約翰·普羅富莫被指向下院說謊，使政府威信大受打擊。未幾，麥美倫被誤診患有前列腺癌，並相信自己將不能康復，於是毅然決定辭去首相一職。
由於當時保守黨還未發展出完善的黨魁選舉制度，而以往留下的一系列慣例又混淆不清，女皇伊莉莎伯二世遂希望黨內的資深黨員能夠提供意見，好讓她揀選出合適的首相人選。當時的「副首相」拉博·巴特勒是最多下議院保守黨黨員支持的人選，但是黨內資深黨員卻相當不願由他接任首相。其中的一些資深黨員更揚言，如果巴特勒或另一熱門候選人奎尼汀·霍格當選黨魁，他們將拒絕在內閣供職。
儘管休姆無意接任首相，亦沒想過會接任首相，甚至一度想退出競選，但黨內元老為了不讓巴特勒或霍格接任，而堅持授意由休姆出任首相，使休姆捲入黨爭漩渦。麥美倫的辭呈在1963年10月10日的保守黨大會中正式生效後，巴特勒和休姆的支持者隨即在公眾場合出現磨擦。有鑑於此，麥美倫在黨內進行了諮詢，意圖能找出一位能取得「保守黨上下」支持的可靠人選，其後更向女皇提供了他的意見。雖然有不少人質疑麥美倫沒有權向女皇提供關於選任首相的意見，而女皇本身也沒有義務去接受他的進言，但女皇最終仍在1963年10月19日選定以休姆伯爵出任首相兼第一財政大臣。
作為首位在20世紀出生的首相，休姆伯爵深信現代的首相將不能在上議院有效運用其職權。而碰巧在同年，在工黨的東尼·貝恩帶領下，國會通過了《1963年貴族爵位法令》，容許貴族放棄貴族爵位的同時，不影響後人仍享有繼承有關爵位的權利。休姆遂藉此於1963年10月23日放棄了他的伯爵爵位和另外五個貴族爵位，成為庶民，名稱亦改為亞歷克·道格拉斯-休姆爵士。

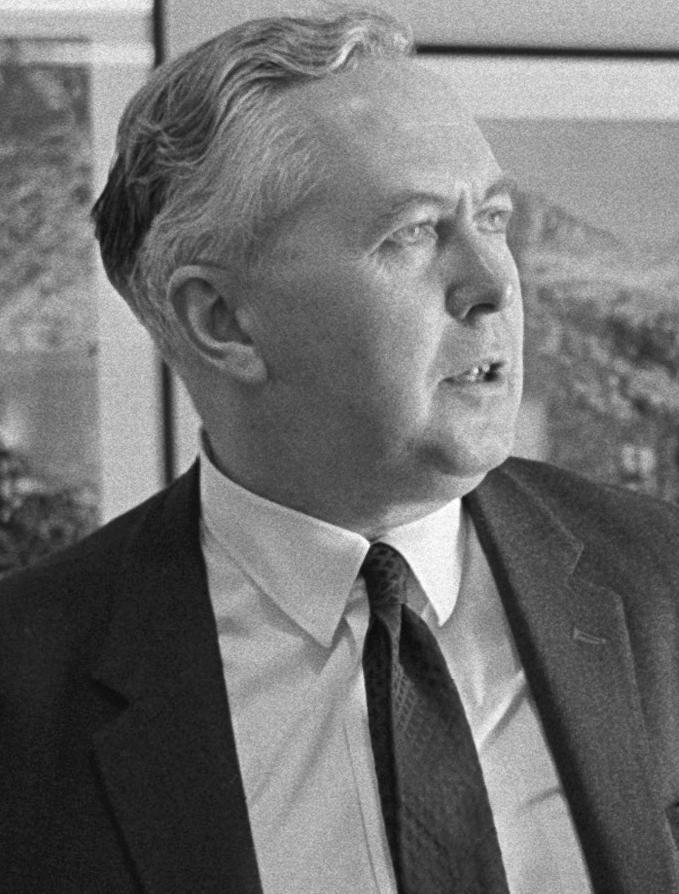
休姆曾反擊指工黨黨魁是「第十四代韋爾遜先生」。

道格拉斯-休姆爵士隨後透過下議院補選，出選琴洛斯與西伯斯夏選區（Kinross & West Perthshire），由於該選區一直為保守黨所穩佔，所以他輕易於同年11月7日勝出補選，第三度重返下議院。休姆當選首相一事，可謂立下了歷史創舉，因為他是史上最後一位貴族出身的英國首相，也是唯一一位透過放棄上議院議席而進入下議院的首相。另一方面，在1963年10月23日至11月7日期間，他身為首相，卻不是兩院任何一院的議員，這種情況在歷史相當罕見。
儘管成功出任首相一職，道格拉斯-休姆任內卻身陷困局。一方面，保守黨黨內因其出任首相而出現分裂，不少原本支持拉博·巴特勒的保守黨議員如伊安·麥克勞德和埃諾奇·鮑威爾等都拒絕到其內閣供職。另一方面，休姆欠缺經濟經驗，他本人甚至曾自言做算術需要火柴輔助。不過，儘管遭到黨內不少人士反對，休姆在任首相期間還是積極支持其內閣閣僚愛德華·希思的提議，撤銷國內的零售商品價格維持機制，此一政策雖然與當時鼓勵政府干擾市場的潮流並不符合，但卻成為戴卓爾夫人後來推行經濟自由主義政策的先聲。
另一方面，休姆本身的貴族背景及缺乏處理經濟事務的經驗，亦淪為工黨主要攻擊目標。有次工黨黨魁兼反對黨領袖韋爾遜在下院嘲笑休姆是「第十四代休姆伯爵」，難以代表一般百姓時，他隨即幽默地回應道：「我相信韋爾遜先生是第十四代韋爾遜先生吧！」
其實，保守黨自1951年起接連執政以來，一直未能改善經濟，國力持續衰弱，先前又備受不同醜聞困擾，再加上人民求變深切，以致道格拉斯-休姆爵士上任首相的時候，保守黨民望已被工黨拋離，工黨逐漸主導議會大局，情勢難以扭轉。同時間，由於保守黨政府自1959年以來未曾舉行大選，根據規例，休姆迫於無奈下，於1964年10月宣佈解散下院，舉行大選。在10月15日的大選中，休姆主要以維持英國的外交地位、維持英國的核武配備等外交政策為主要政綱；相反，韋爾遜則強調以社會主義方針挽救經濟，同時表示要裁減核武。最終，工黨在下院由原本擁有258席增加59席至317席，保守黨則由原本的365席減少61席至304席，以些微的13席敗於工黨，休姆事後在1964年10月16日辭任首相，由韋爾遜接任。他由上任至卸任首相，前後僅約一年，是20世紀在任時間第二短的英國首相。

#### 下野以後
道格拉斯-休姆下野後，仍然留任黨魁至1965年7月。在辭任黨魁之前，他重新審定了黨魁選舉規則，容許保守黨的下議院議員以選舉選出黨魁。結果，希思在隨後的黨魁選舉中擊敗了對手雷金納·麥德寧和埃諾奇·鮑威爾，接任黨魁。在此後近六年的時間，休姆一直對希思表示忠心，並擔任影子外務大臣。
在1968年，希思在蘇格蘭伯斯發表了《伯斯宣言》，表示保守黨支持蘇格蘭實行一定程度的權力下放。希思發表宣言不久以後，隨即委任休姆為一個憲制委員會的主席，專門研究蘇格蘭權力下放一事。委員會後來在1970年發表報告，報告建議成立蘇格蘭議會，讓蘇格蘭人能夠自己審議法令，但條件是所有法令得到英國國會批准，才可生效。
未幾，希思在1970年6月帶領保守黨勝出大選，上任首相，並旋即委任休姆為外務大臣。比起首相一位，休姆一直認為外務大臣一職最切合自己的專長和興趣，所以欣然接受任命。然而，希思政府上任後從沒有執行報告書的建議，而休姆所構思的蘇格蘭議會亦從沒有落實。

#### 再任外相

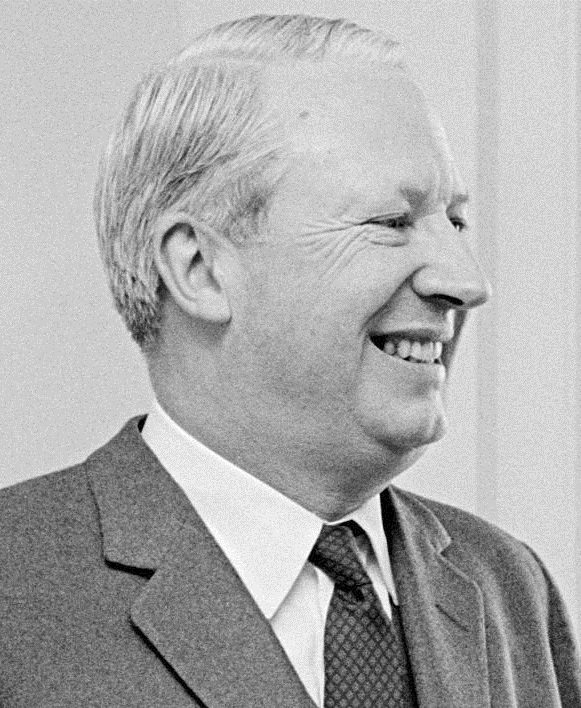
首相希思在1970年至1974年起用休姆為外相。

在第二任外相任內，休姆對蘇聯採取強硬態度，並在上任後不久驅逐115名被懷疑是間諜的蘇聯外交人員出境。相反，他對中華人民共和國採取較友好的姿態，除了在1972年起同意兩國互派大使外，他本人更在當年10月出訪中華人民共和國，以及在10月29日與中國外交部長姬鵬飛舉行會談。
至於在非洲方面，休姆參與尋求推動羅德西亞結束白人少數管治的談判。在他以前，羅德西亞在1965年單方面脫離英國獨立，此後英國政府一直與該國總理伊恩·史密斯進行談判。到1971年，休姆向史密斯提出一個寬大的建議以結束白人少數政府，當中有條款准許將羅德西亞百分之五十土地永久預留予白人。然而，休姆私底下並不贊同有關條款，有關建議最終亦因當地佔大多數的黑人強烈反對而流產。會談的失敗，促使史密斯的白人政府繼續維持，但也導致有黑人組織遊擊隊反抗白人管治，使當地局勢惡化。
道格拉斯-休姆還見證英國於1973年加入歐洲共同體，不過有關事務由首相希思主持，他並非決策上的核心人物。此外，早在1973年時，休姆已暗示有意在下屆大選後退出前線，保守黨於1974年2月大選失敗後，他表態無意競逐已坐擁十一年的下院議席。到1974年10月，英國再次舉行大選，保守黨再次敗於韋爾遜領導的工黨，而雖然休姆原本擁有的琴洛斯與西伯斯夏選區議席成功由另一保守黨議員衛冕，但也只是險險勝出。

### 晚年生涯

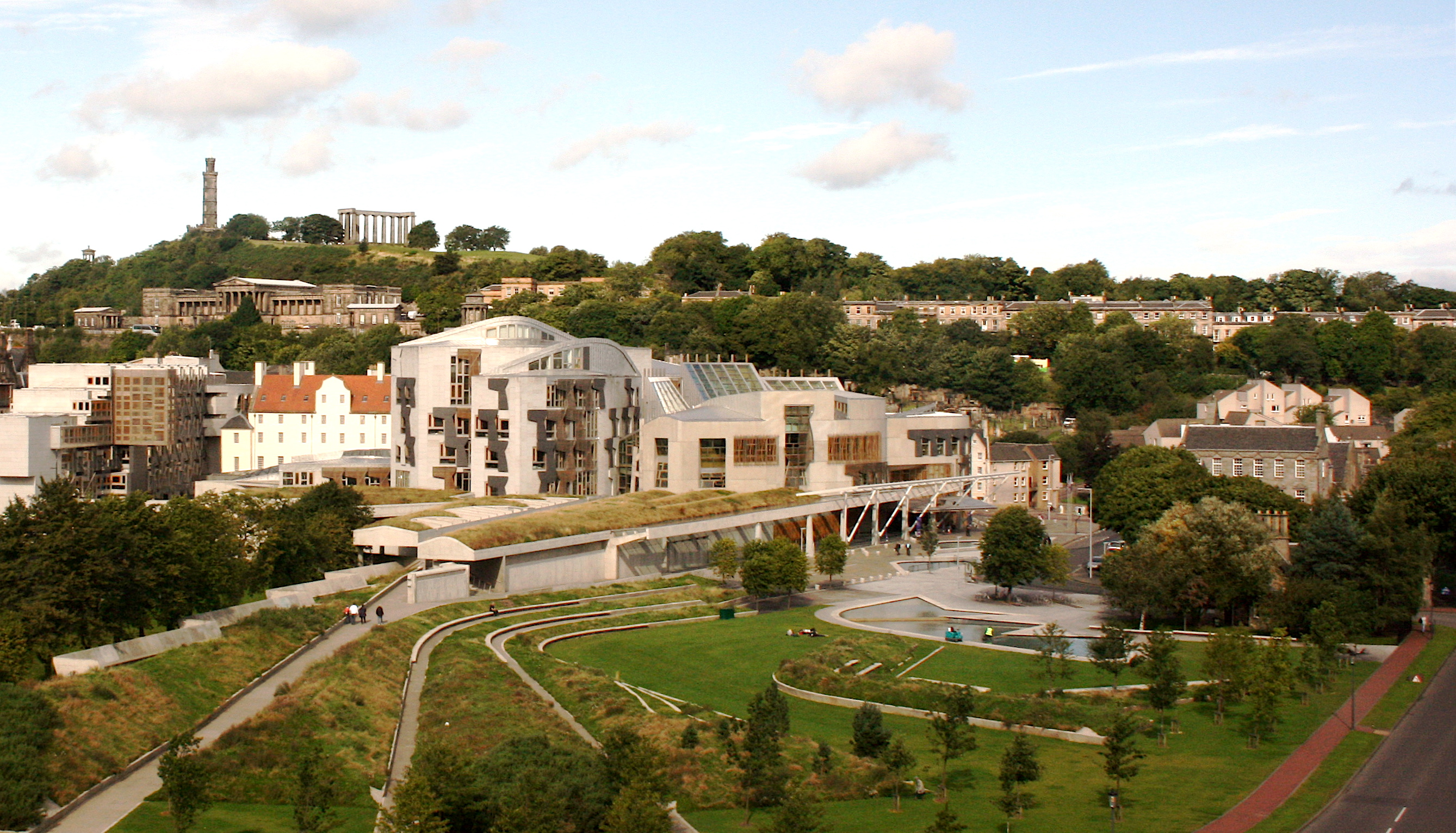
爭議多年的蘇格蘭議會遲至1999年才正式實現。

道格拉斯-休姆在1974年12月9日獲英廷晉封為終身貴族，使他再一次晉身上議院，並取得了夏塞爾的休姆男爵頭銜。在上院，休姆仍然常常出席議會並經常就不同事務發言。當中，他相當關注卡拉漢的工黨政府在1979年就蘇格蘭權力下放一事展開公投，並由原本取態支持轉為反對。他在當時曾高調向蘇格蘭人承諾，保守黨一旦上台，將會設立一個比工黨政府提議更要好的蘇格蘭議會。可是，儘管有關公投最終未能獲得所需票數而失敗，但保守黨戴卓爾夫人在1979年上台後，始終也沒有兌現他的承諾。最终苏格兰议会要等到另一位苏格兰出身的英国首相托尼·布莱尔在1999年成功建立。
除了參與上院事務外，休姆晚年身兼多項公職，其中包括在1973年至1992年任薊花勳章大臣；另外有著作數本，自傳The Way The Wind Blows於1976年發行。
在1990年，休姆痛失愛妻，大受打擊之下又在1992年中風，此後鮮少有公開露面，最後於1995年10月9日因支氣管肺炎，安詳地卒於科爾德斯特裡姆的夏塞爾府（The Hirsel）內，終年92歲，臨終前子女皆陪伴在側。他死後，遺體安葬於科爾德斯特裡姆附近的一個墓園，與亡妻合葬，而他在1963年放棄的伯爵爵位則由兒子大衛·道格拉斯-休姆繼承，是為第十五代休姆伯爵。休姆是歷史上第三長壽的英國首相，而第一和第二位則分別是卡拉漢和麥美倫。

## 評價

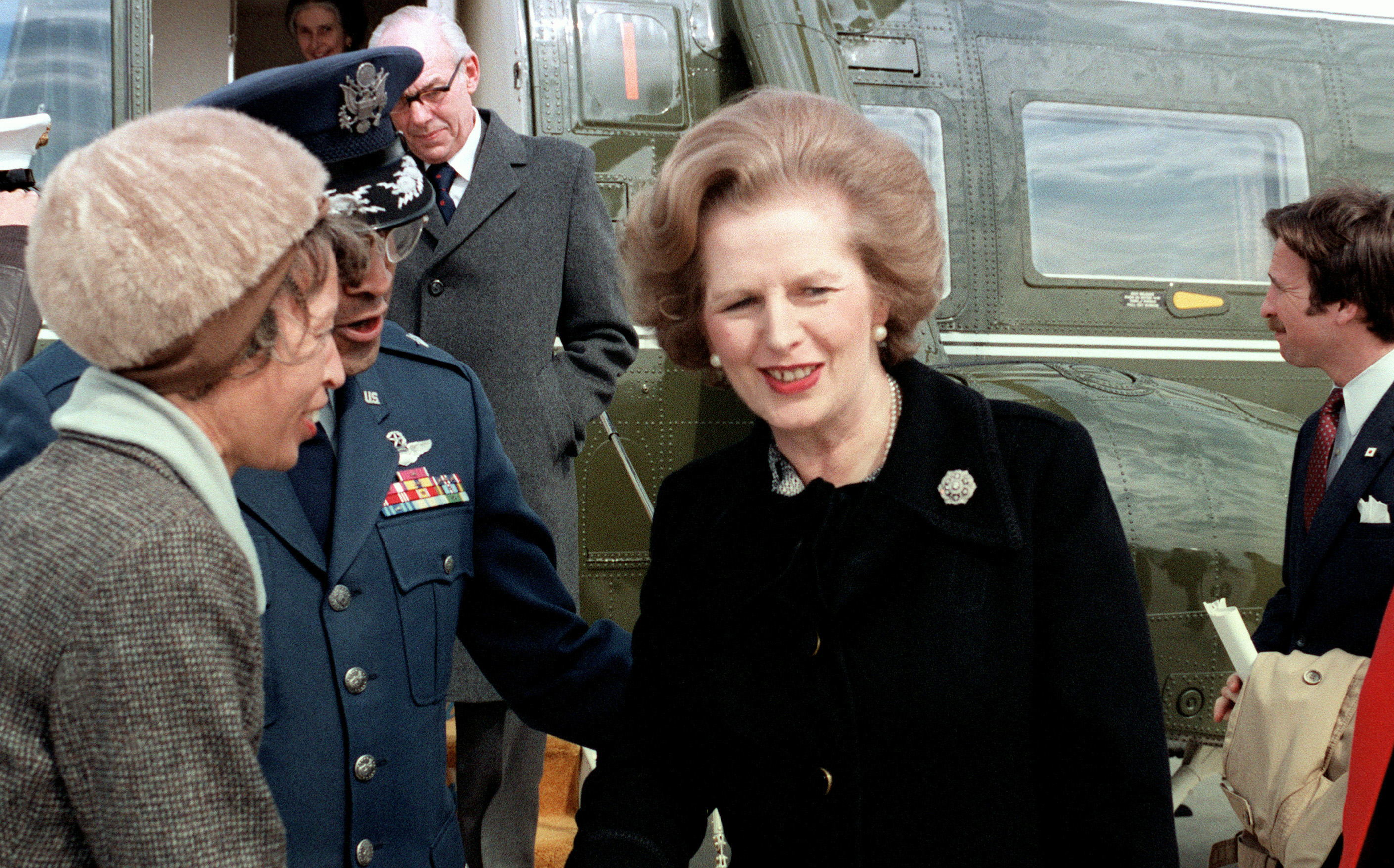
有輿論指是戴卓爾夫人等人沒有兌現休姆設立蘇格蘭議會的承諾。

儘管休姆在短短一年的首相任期內缺乏政績可言，但他的兩任外相任期仍為他取得很高評價，但正如他的黨友海爾什勳爵曾表示，休姆本身其實頗不願任首相，但他卻相當享受兩段外相的任期。至於在他身故後，政界普遍對他留下極高的評價，當時的首相馬卓安認為其貢獻一直被「忽略和低估」，而且是一位真正的蘇格蘭紳士。至於工黨的貝理雅亦贊同他將一生獻給社會。此外，多位資深政治家如希思爵士與政敵埃諾奇·鮑威爾等等也讚揚他極富誠信。
休姆在處理蘇格蘭權力下放一事上曾大受批評，有人更以此指責他一生人曾出賣兩個國家，第一個是在1938年於慕尼克被出賣的捷克斯洛伐克，而第二個就是他自己的故鄉蘇格蘭。不過，有輿論則認為，休姆向蘇格蘭人承諾權力下放一事並沒有錯，錯的是保守黨背棄了他許下的諾言。

## 家庭
道格拉斯-休姆在1936年10月3日娶伊莉莎伯·艾林頓為妻。他小時就讀伊頓公學時，其岳丈西里·艾林頓（Cyril Alington）乃該校校長。道格拉斯-休姆的興趣除板球還有射擊、釣魚和園藝等等，他與妻子共育有一子三女，分別為：
- 拉維妮婭·卡羅琳·道格拉斯-休姆女爵（1939年11月27日—）
- 穆麗爾·凱瑟琳·道格拉斯-休姆女爵（1939年11月27日—）
- 戴安娜·露茜·道格拉斯-休姆女爵（1940年12月18日—）
- 第十五代休姆伯爵大衛·道格拉斯-休姆（1943年11月20日—2022年8月22日）

## 部份著作
- Peaceful Change，1964年。

（《和平轉變》）
- The Way The Wind Blows，1976年。

（《風刮的方向》）
- Border Reflections，1979年。

（《邊疆影像》）
- Letters to a Grandson，1983年。

（《給孫兒的信》）
註：為方便讀者，以上中文書名皆由維基編輯自行翻譯，絕不是指這些著作備有中文譯本，讀者亦不應視以上譯名為中文版書名。

## 榮譽

### 殊勳
- D.L. （1940年，貝里克郡[8]）
- P.C. （1951年11月14日[25]）
- D.L. （1960年，拉納克郡[8]）
- K.T. （1962年10月16日[26]）
- 道格拉斯-休姆於比1974年12月19日獲授終身貴族，其正式名稱為貝里克郡科爾德斯特裡姆，夏塞爾的休姆男爵（Baron Home of the Hirsel, of Coldstream in Berwickshire）[8]
- J.P. （貝里克郡[8]）

### 頭銜
- 亞歷克·道格拉斯-休姆閣下 （1903年—1918年）
- 鄧格拉斯勳爵 （1918年—1931年）
- 鄧格拉斯勳爵，MP （1931年—1945年）
- 鄧格拉斯勳爵 （1945年—1950年）
- 鄧格拉斯勳爵，MP （1950年—1951年）
- 休姆伯爵閣下 （1951年）
- 休姆伯爵閣下，PC （1951年—1962年）
- 休姆伯爵閣下，KT，PC （1962年—1963年）
- 亞歷克·道格拉斯-休姆爵士閣下，KT （1963年）
- 亞歷克·道格拉斯-休姆爵士閣下，KT，MP （1963年—1974年）
- 夏塞爾的休姆勳爵閣下，KT，PC （1974年—1995年）

### 榮譽學位
- 法學博士[27]
  - 哈佛大學 （1961年）
  - 愛丁堡大學 （1962年）
  - 阿伯丁大學 （1966年）
  - 利物浦大學 （1967年）
  - 聖安德魯斯大學 （1968年）
- 民法學博士[27]
  - 牛津大學 （1960年）
- 理學博士[27]
  - 海華大學 （1966年）

### 其他榮譽
- 榮譽市民[27]
  - 塞爾扣克 （1963年）
  - 愛丁堡 （1969年）
  - 科爾德斯特里姆 （1972年）
- 其他[27]
  - 報春花聯盟會長 （1964年－1984年）
  - 內殿律師學院理事會榮譽主席 （1963年）
  - 北約理事會榮譽主席 （1973年）

## 注腳
1. ↑  其家族姓氏和頭銜的英文是「Home」，是姓氏「Hume」的原形，讀法與「Hume」（國際音標：/hyum/）相同，相應中文音譯作「休姆」，「霍姆」或「荷姆」是錯譯。
2. 1 2 3 4 5 6 7 8 9 10 11 12 13 14 15 16 17  . The Times. 1995年10月10日.
3. 1 2 3 4 5 6 7 8 9 10 11  . The Independent. 1995年10月10日.
4. 1 2 3 4 5 6 7 8 9  "Alexander Douglas-Home", Dictionary of National Biographies, Oxford: OUP, 5th edition, 2004.
5. ↑  分數的單位叫「跑」。
6. ↑  . CricketArchive.   [2008-12-14]. （原始内容存档于2021-02-11）.
7. 1 2 3  . cricinfoengland.   [2008-12-14]. （原始内容存档于2006-02-19）.
8. 1 2 3 4 5 6 7 8 9 10  . thePeerage.com.   [2008-12-14]. （原始内容存档于2021-02-11）.
9. ↑  . Number10.gov.uk.   [2008-12-14]. （原始内容存档于2008-12-16）.
10. ↑  通稱為休姆勳爵（Lord Home）。
11. ↑  〈60年代文件解密-曾籲美攻擊中國-英擬用核彈保衛香港〉，《太陽報》，2006年7月1日。
12. ↑  憲制上並無此職，在當時而言，可以說是帶有名譽性質的內閣虛銜。
13. 1 2 3 4  Tom Brown. . Scottish Daily Record. 1995年10月10日.
14. ↑  休姆對上一位的貴族首相是自1895年至1902年在位的第三代梳士巴利侯爵。一般相信，寇松勳爵在1923年未被邀請出任首相，就是因為他是上議院議員。
15. ↑  自從《1999年上議院法令》生效後，由於世襲貴族喪失自動成為上院議員的權利，因此自法令生效後，任何在上院沒有席位的世襲貴族，無需放棄貴族爵位也可以參選下議院。
16. ↑  休姆勳爵在1963年10月23日一次過放棄六個貴族爵位，其中四個屬於蘇格蘭貴族爵位，分別是休姆伯爵爵位（The Earldom of Home）、鄧格拉斯勳爵爵位（The Lordship of Dunglass）、休姆勳爵爵位（The Lordship of Home）和貝里克的休姆勳爵爵位（The Lordship of Hume of Berwick），另有一個聯合王國貴族爵位，即道格拉斯男爵爵位（The Barony of Douglas），以及一個大不列顛貴族爵位，即貝里克的休姆男爵爵位（The Barony of Hume of Berwick）。
17. ↑  . The Guardian. 1995年10月10日.
18. ↑  他在1962年獲授薊花勳章，使他擁有爵士頭銜。
19. ↑  〈工黨險勝保守黨〉，《工商日報》，1964年10月17日。
20. 1 2  Christopher Harvic, "Alexander Frederick Douglas-Home, Lord Home of the Hirsel", Biographical Dictionary of British Prime Ministers. London; New York: Routledge, 1998.
21. ↑  "1971 Rhodesia settlement （页面存档备份，存于）", American Jewish Year Book 1972, pp. 576-577.
22. ↑  夏塞爾府是其家族在貝里克郡的大宅。
23. 1 2 3  Alan Hamilton and Gillian Bowditch. . The Times. 1995年10月10日.
24. ↑  . Agence France-Presse. 1995年10月9日.
25. ↑  . Leigh Rayment's Peerage Page.   [2008-12-14]. （原始内容存档于2008-09-26）.
26. ↑  . Leigh Rayment's Peerage Page.   [2008-12-14]. （原始内容存档于2020-05-29）.
27. 1 2 3 4 5  Who's Who. London: A & C Black, 1995.

## 延伸閱讀
- Dickie, J. (1964). The Uncommon Commoner: A Study of Sir Alec Douglas-Home, Pall Mall.
- Dutton, D. (2006). Alec Douglas-Home (20 British Prime Ministers of the 20th Century), Haus Publishing.
- Hughes, E. (1964). Sir Alec Douglas-Home, Housman.
- Thorpe, D. R. (1996). Alec Douglas-Home, Sinclair-Stevenson.
- Young, K. (1971). Sir Alec Douglas-Home, Fairleigh Dickinson.

## 外部連結
- CricketArchive網有關鄧格拉斯勳爵（亞歷克·道格拉斯-休姆）的資料 （页面存档备份，存于）
- Cricinfo網有關鄧格拉斯勳爵（亞歷克·道格拉斯-休姆）的資料 （页面存档备份，存于）
- 首相府網頁介紹
- Prime Ministers in the Post-War World - Alec Douglas-Home

| 官衔                       | 官衔                            | 官衔                      |
| -------------------------- | ------------------------------- | ------------------------- |
| 前任者： 斯維頓子爵        | 英聯邦關係大臣 1955年–1960年    | 繼任者： 鄧肯·愛德溫·桑斯 |
| 前任者： 索爾茲伯里侯爵    | 上議院領袖 1957年–1960年        | 繼任者： 海爾什子爵       |
| 前任者： 索爾茲伯里侯爵    | 樞密院議長 1957                 | 繼任者： 海爾什子爵       |
| 前任者： 海爾什子爵        | 樞密院議長 1959年–1960年        | 繼任者： 海爾什子爵       |
| 前任者： 塞爾文·勞埃       | 外交大臣 1960年–1963年          | 繼任者： 拉博·巴特勒      |
| 前任者： 麥美倫            | 英國首相 1963年–1964年          | 繼任者： 哈羅德·威爾遜    |
| 前任者： 麥美倫            | 保守黨黨魁 1963年–1965年        | 繼任者： 希思             |
| 前任者： 哈羅德·威爾遜     | 反對黨領袖 1964年–1965年        | 繼任者： 希思             |
| 前任者： 克里斯多夫·索梅斯 | 影子外務大臣 1966年–1970年      | 繼任者： 丹尼士·希利      |
| 前任者： 邁克爾·史都華德   | 外務大臣 1970年–1974年          | 繼任者： 卡拉漢           |
| 蘇格蘭貴族爵位             |                                 |                           |
| 前任者： 查理斯·道格拉斯-休姆           | 休姆伯爵 （放棄） 1951年–1963年 | 繼任者： 大衛·            |